# Носівочка
Носівочка — річка в Україні, у Носівському районі Чернігівської області. Ліва притока Остра (басейн Дніпра).

## Опис
Довжина річки 14 км, похил річки — 1,0 м/км. Площа басейну 57,5 км².
За іншими даними довжина річки становить 33 км. 
Є лівою притокою річки Остер. 
Бере початок на південному сході від Носівки. Тече переважно на північний схід через Носівку, Ставок і на південному заході від Мильників впадає у річку Остер, ліву притоку Десни. Відстань від гирла Остра до місця впадання Носівочки — 127 км. 
Річку перетинає автомобільна дорога Т 2526
Над річкою розташована частина гідрологічного заказника «Грабівщина».